# لینا جوناسون
لینا جوناسون (انگلیسی: Linnéa Jonasson؛ زادهٔ ۷ دسامبر ۱۹۹۷) بازیکن فوتبال اهل سوئد است.